# Joachim Młodszy
Joachim (I) Młodszy (ur. najp. 1424, zm. prawdop. 4 października 1451) – książę szczeciński z dynastii Gryfitów w latach 1435-1451; syn Kazimierza V, księcia szczecińskiego i Katarzyny brunszwickiej.

## Życie i panowanie

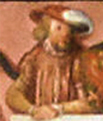
Joachim Młodszy na obrazie z 1598 r.

Po śmierci ojca w 1434 objął nieformalne rządy w księstwie szczecińskim, z uwagi na to, że jeszcze nie osiągnął wieku sprawnego. Regencję w jego imieniu prowadzili przedstawiciele rady miejskiej Szczecina oraz rycerstwa. W 1443, z inicjatywy księcia zostały opracowane i ogłoszone nowe statuty kupieckie w Szczecinie. Głównym założeniem zapisów statutowych było, że handel zbożem miał być kontrolowany przez kupców szczecińskich i miał się odbywać na terenie tego miasta. Spowodowało to liczne protesty gildii kupieckich miast, w tym Stargardu, który od XIV w. stanowił konkurencję w obrocie płodów rolnych dla kupców szczecińskich.
W latach 1445–1446, podczas wojny Brandenburczyków z książętami wołogoskimi, książę Joachim, który w konflikcie był neutralnym obserwatorem wydarzeń, utracił dwa miasta, które formalnie należały do jego księstwa. Zagarnięcia dokonali Brandenburczycy, z którymi Joachim toczył wojnę w 1448. Konflikt, który między innymi miał na celu odzyskanie utraconych dóbr zakończył się kompromisem, jednak książę szczeciński nie odzyskał zajętych miast.
Zmarł podczas zarazy po Święcie Narodzenia NMP, prawdopodobnie 4 października 1451. Pochowany został obok ojca w kościele zamkowym św. Ottona w Szczecinie.

## Rodzina
29 września 1440 Joachim ożenił się z Elżbietą, córką Jana Alchemika, margrabiego brandenburskiego i Barbary saskiej. Z małżeństwa miał jednego syna:
- Ottona III (ur.  29 maja 1444, zm. 7 lub 8 września 1464) – księcia szczecińskiego, ostatniego przedstawiciela linii szczecińskiej[7].

### Genealogia
| Świętobor I ur. ok. 1351 zm. 21 VI 1413 | Świętobor I ur. ok. 1351 zm. 21 VI 1413 |                                                     |                                                     | Anna ur. zap. 1360 zm. w okr. 18 IV–17 X 1391 | Anna ur. zap. 1360 zm. w okr. 18 IV–17 X 1391 |  |  | Bernard I ur. ? zm. 1434 | Bernard I ur. ? zm. 1434 |                                                 |                                                 | Małgorzata sasko-wittenberska ur. ? zm. 1418 | Małgorzata sasko-wittenberska ur. ? zm. 1418 |
|                                         |                                         |                                                     |                                                     |                                               |                                               |  |  |                          |                          |                                                 |                                                 |                                              |                                              |
|                                         |                                         |                                                     |                                                     |                                               |                                               |  |  |                          |                          |                                                 |                                                 |                                              |                                              |
|                                         |                                         | Kazimierz V ur. ok. 1381 zm. w okr. 5 V–10 XII 1434 | Kazimierz V ur. ok. 1381 zm. w okr. 5 V–10 XII 1434 |                                               |                                               |  |  |                          |                          | Katarzyna brunszwicka ur. najwcz. 1389 zm. 1429 | Katarzyna brunszwicka ur. najwcz. 1389 zm. 1429 |                                              |                                              |
|                                         |                                         |                                                     |                                                     |                                               |                                               |  |  |                          |                          |                                                 |                                                 |                                              |                                              |
|                                         |                                         |                                                     |                                                     |                                               |                                               |  |  |                          |                          |                                                 |                                                 |                                              |                                              |
|                                         |                                         |                                                     |                                                     |                                               |                                               |  |  |                          |                          |                                                 |                                                 |                                              |                                              |

|  |  | Elżbieta ur. 1425 zm. przed 23 XI 1471 OO 29 IX 1440 | Elżbieta ur. 1425 zm. przed 23 XI 1471 OO 29 IX 1440 | Joachim (I) Młodszy (ur. najp. 1424, zm. p. 4 X 1451) | Joachim (I) Młodszy (ur. najp. 1424, zm. p. 4 X 1451) |  |  |  |  |
|  |  |                                                      |                                                      |                                                       |                                                       |  |  |  |  |
|  |  |                                                      |                                                      |                                                       |                                                       |  |  |  |  |
|  |  |                                                      |                                                      |                                                       |                                                       |  |  |  |  |
|  |  |                                                      |                                                      | Otton III ur. 29 V 1444 zm. 7 lub 8 IX 1464           |                                                       |  |  |  |  |

### Opracowania
- Kazimierz Kozłowski, Jerzy Podralski, Gryfici. Książęta Pomorza Zachodniego, Szczecin: Krajowa Agencja Wydawnicza, 1985, ISBN 83-03-00530-8, OCLC 189424372. Brak numerów stron w książce
- Edward Rymar, Rodowód książąt pomorskich, Szczecin: Książnica Pomorska im. Stanisława Staszica, 2005, ISBN 83-87879-50-9, OCLC 69296056. Brak numerów stron w książce
- Szymański J.W., Książęcy ród Gryfitów, Goleniów – Kielce 2006, ISBN 83-7273-224-8.

### Literatura dodatkowa (online)
- Madsen U., Joachim „der Jüngere”. Herzog von Pommern-Stettin (niem.), [dostęp 2012-04-10].